# 室内交響曲第2番 (シェーンベルク)
室内交響曲第2番変ホ短調（Kammersymphonie Nr.2 es-moll ）作品38は、アルノルト・シェーンベルクが作曲した2曲の室内交響曲の第2作。

## 作曲の経緯
室内交響曲第1番を完成させた後、1906年に着手しはじめたものの、幾たびもの中断を経て、完成したのは1940年になってのことであった。その間に彼の作風は調性音楽から、無調、十二音技法を経て、アメリカ在住時代には作品によっては調性音楽を書くようになっていた。1916年にツェムリンスキーに出した手紙によると、第1楽章の大部分と第2楽章の途中までを完成させていたが、これら2つをまとめて第1部とし、別に第2部を書こうと考えていたという。しかしながら、この計画は放棄された。
初演は1940年12月15日、フリッツ・スティードリーとフレンズ・オヴ・ニュー・ミュージック管弦楽団によって、ニューヨークで行われた。
1942年には作曲家によって2台ピアノ版に編曲された（作品38b）。

## 楽器編成
フルート（ピッコロ持ち替えパートあり）、オーボエ、クラリネット、ファゴット、ホルン、トランペット各2、弦五部（複数指定）。

## 楽曲の構成
演奏時間約20分（9分、11分）。
- 第1楽章：アダージョ
- 第2楽章：コン・フオーコ